# Basílica de Nuestra Señora (L'Épine)
La basílica [de] Nuestra Señora de l'Épine (en francés: basilique Notre-Dame de l'Épine) es una gran iglesia medieval francesa situada en la pequeña localidad de L'Épine, en el Marne, cerca de Châlons-en-Champagne, en dirección de Verdun. Se trata de una obra maestra principal del gótico flamígero. Fue declarada como basílica menor el 26 de noviembre de 1913.
La iglesia fue objeto de una clasificación al título de monumento histórico de Francia, parte de la primera lista de monumentos históricos del país —la lista de monumentos históricos de 1840— que contaba con 1034 bienes.
También es, desde 1998, uno de los bienes individuales incluidos en «Caminos de Santiago de Compostela en Francia», inscrito en el Patrimonio de la Humanidad de la Unesco (n-º ref. 868-029).

## Historia del edificio

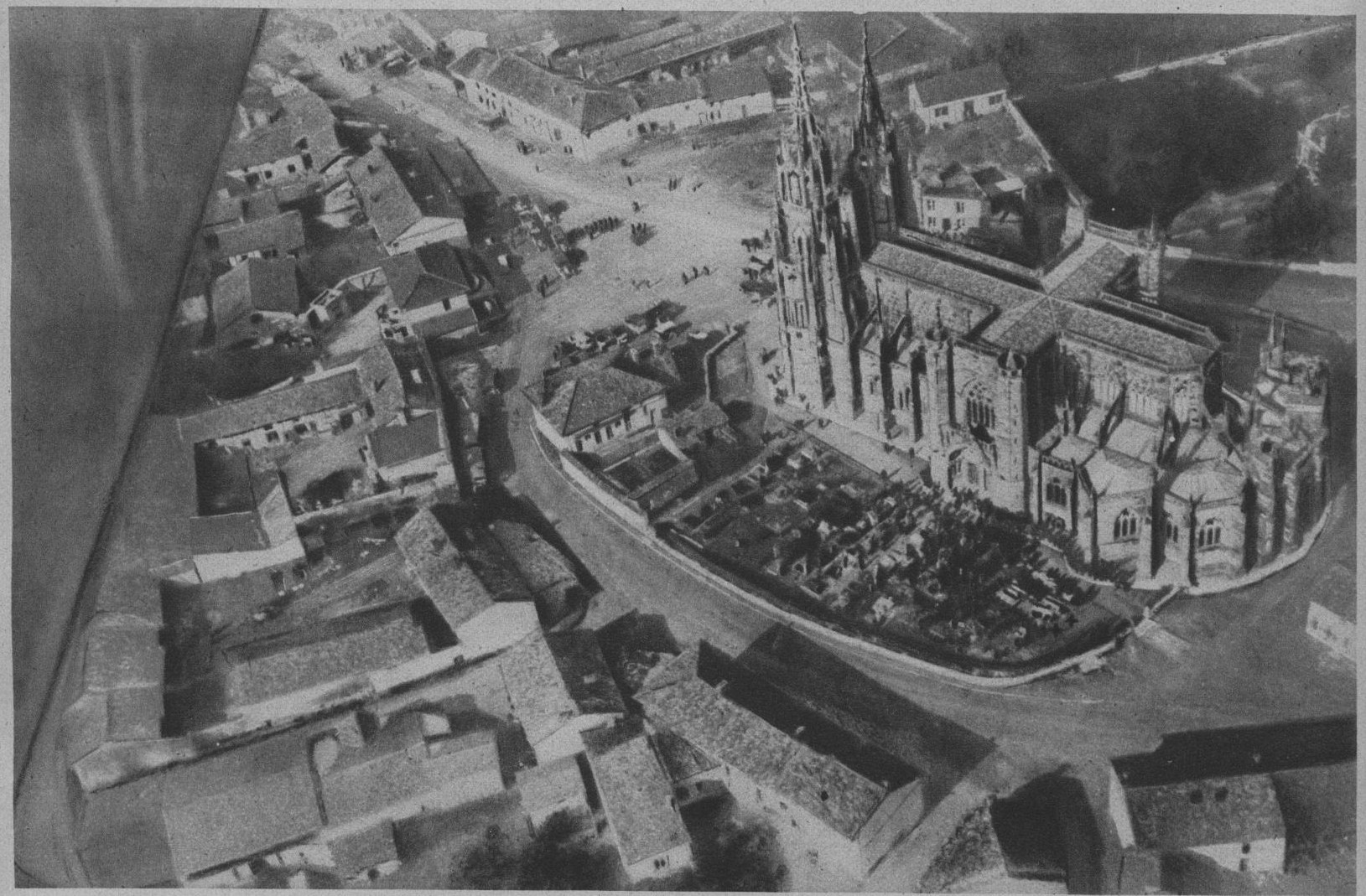
Vista aérea (1914)

La construcción de la iglesia, que se inició en torno a 1405-1406, se prolongará hasta el año 1527. La iglesia de la Virgen de la Espina fue elevada a basílica en 1914. Su nombre proviene de la dedicación prestada a una estatua de la Virgen con el niño Jesús que, según una leyenda conocida en el siglo XVII, y que luego evolucionó, fue encontrada por unos pastores en la Edad Media en una zarza de espinas ardiente.
La basílica, que tiene dimensiones de catedral, es de estilo gótico. La fachada, inspirada probablemente en la de la catedral de Toul  tiene tres portales coronados por dos flechas. La de la derecha tiene una altura de  55 m; la de la izquierda, desmontada y nivelada en 1798 para permitir la instalación de un telégrafo Chappe, fue reconstruida en 1868. La basílica tiene gárgolas notables.
En el interior, se puede admirar una coro alto de finales del siglo XV, cuyo arcada derecha alberga la imagen de la Virgen en el origen de la fama del lugar.
Nuestra Señora de la Espina siempre ha golpeado los viajeros y escritores inspirados, especialmente  Victor Hugo, Alexandre Dumas, Joris-Karl Huysmans, Paul Claudel, Paul Fort.
En 2008, el escultor Jacques Dieudonné ofrece nuevo mobiliario litúrgico: un altar y un atril de latón.

## Peregrinaje
El origen de la construcción de este impresionante edificio para un pueblo fue una peregrinación. Los grandes períodos de devoción fueron el siglo XV y lo más tarde el siglo XVII. En el siglo XIX la peregrinación revivió, sobre todo después de la guerra franco-prusiana. Hoy, las dos fechas claves son la peregrinación diocesana, en mayo, y la Asunción, que es la fiesta patronal.

## Mobiliario
- Estatuas: Virgen venerada (ca. 1300); Virgen sedente (siglo XV), Santiago el Mayor en madera (siglo XVI);
- Altares que datan de 1542;
- Poutre de gloire del siglo XVI;
- Tribuna y caja del órgano (siglo XVI): tribuna adornada con ocho apóstoles y siete dioses paganos (inscripciones añadidas en 1825 por el abate Brisson);
- Órgano de coro de la casa Merklin instalado en 1889;
- Vitrales de los siglos XIX y XX, fabricados especialmente por las casas Champigneulle y Lorin.

En 2008, la basílica recibió un nuevo mobiliario litúrgico en latón creado por el escultor Jacques Dieudonné: un altar, un atril y un conjunto de tres candelabros.

## Galería de imágenes

Exteriores
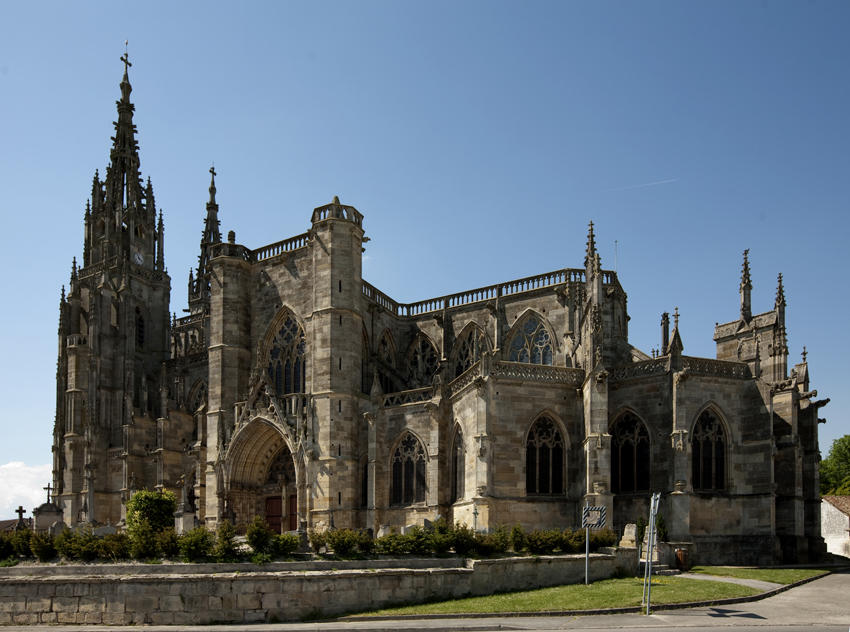
Fachada sur
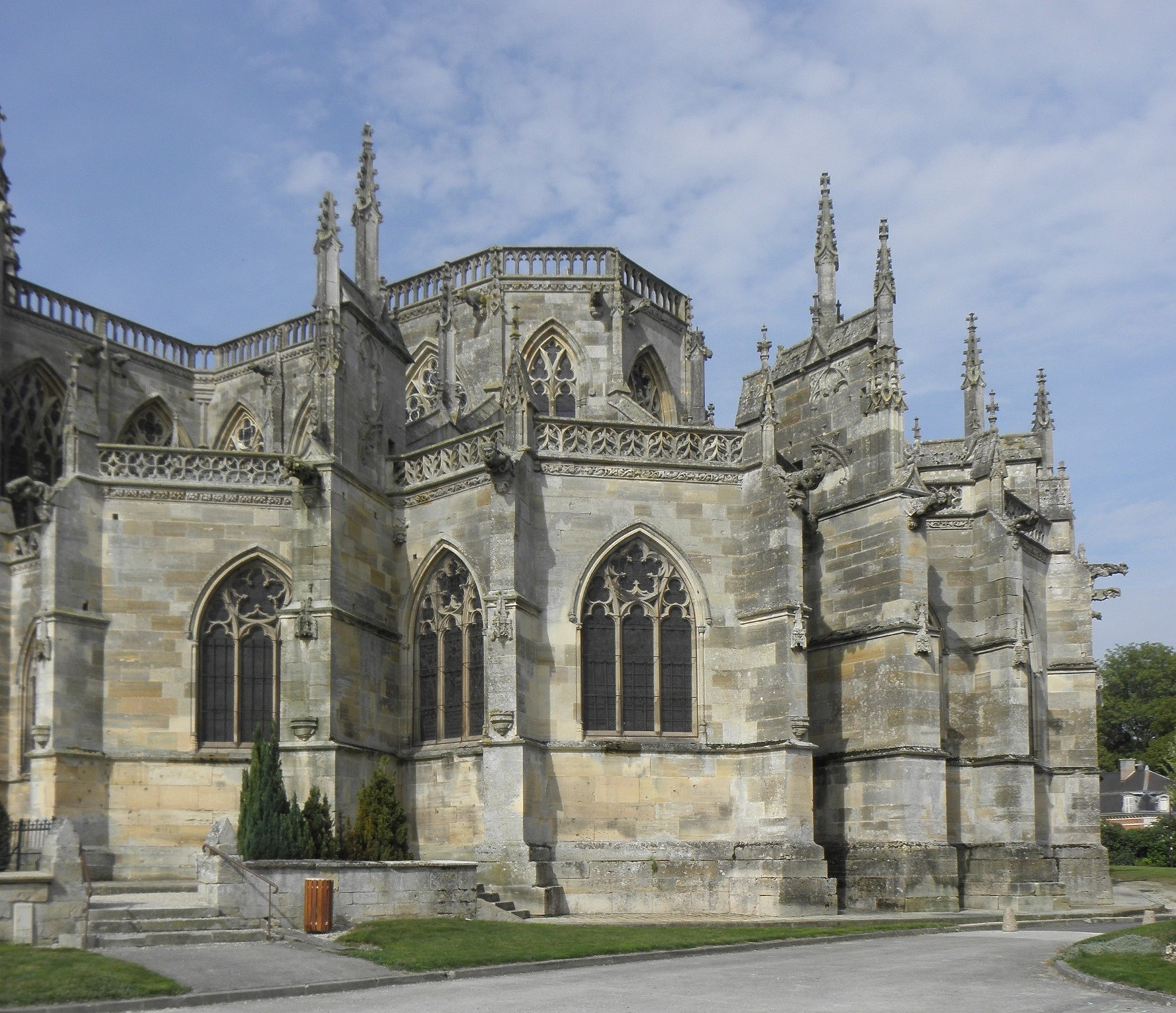
Cabecera
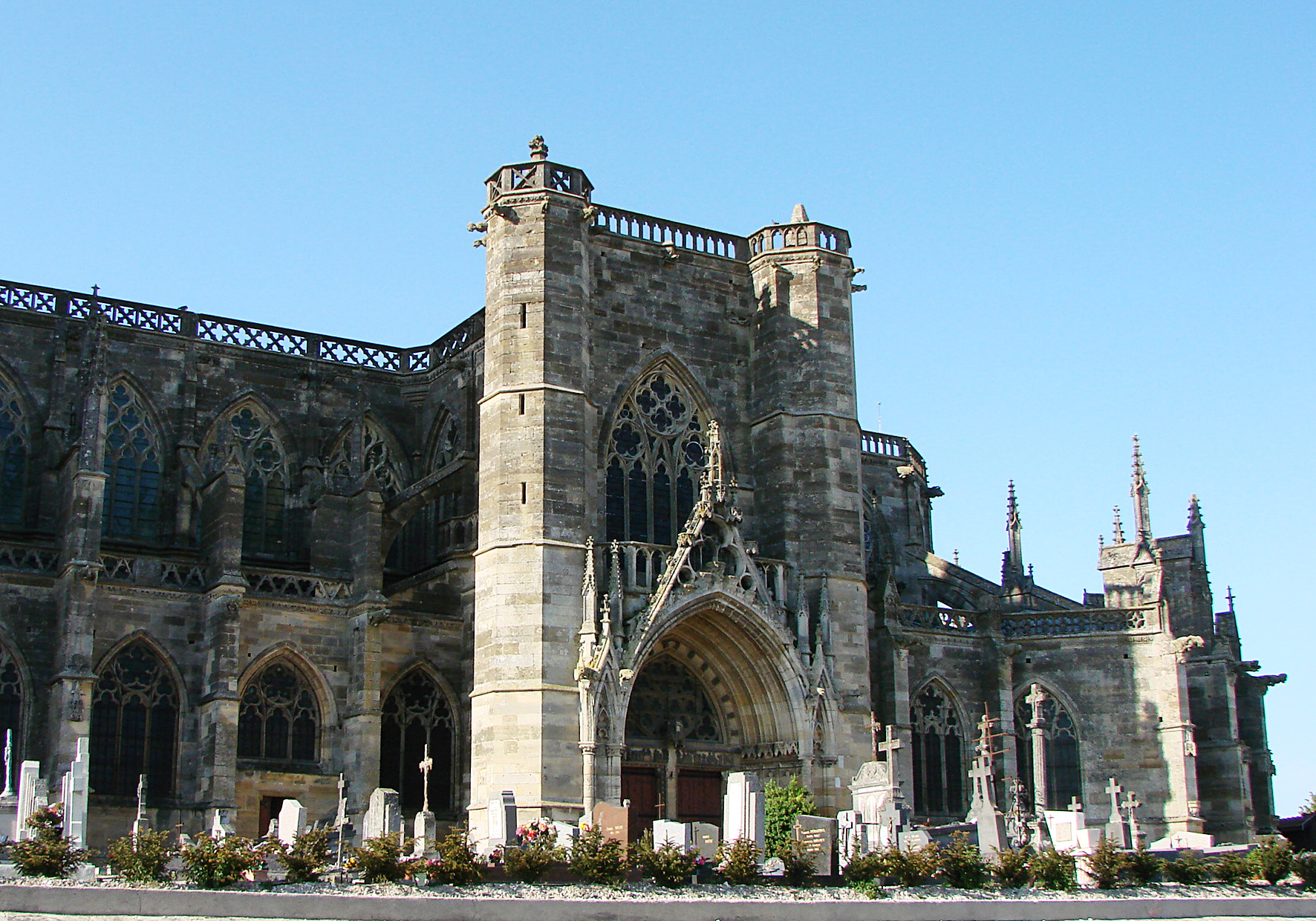
Fachada sur
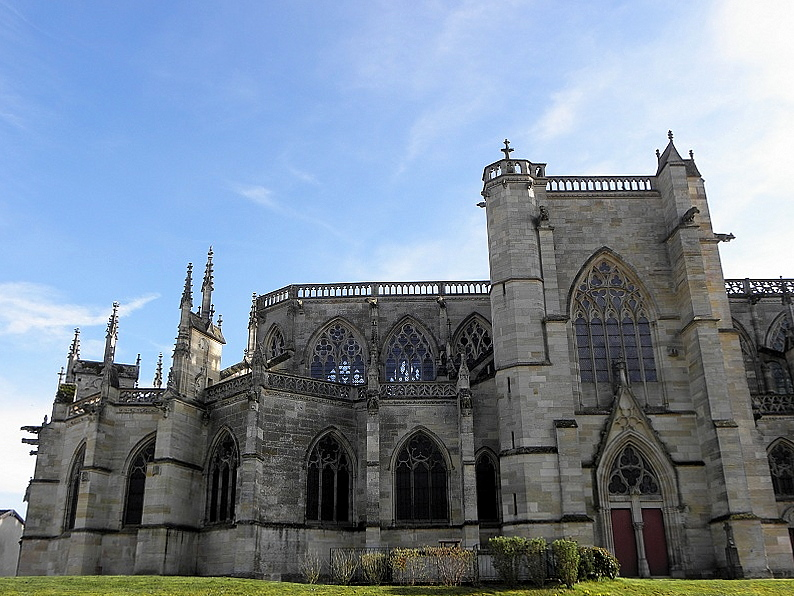
Fachada norte
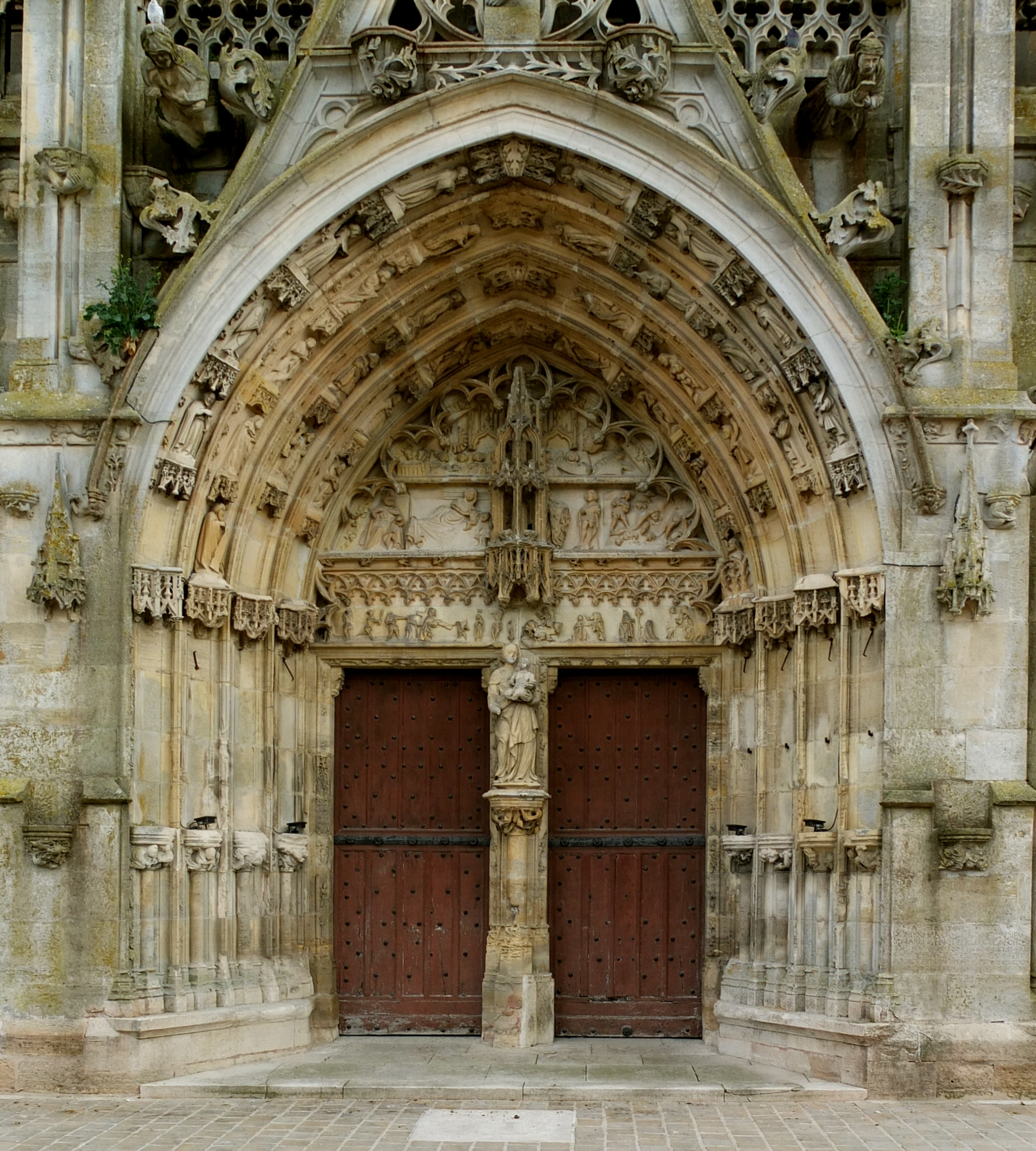
Portada

Interiores
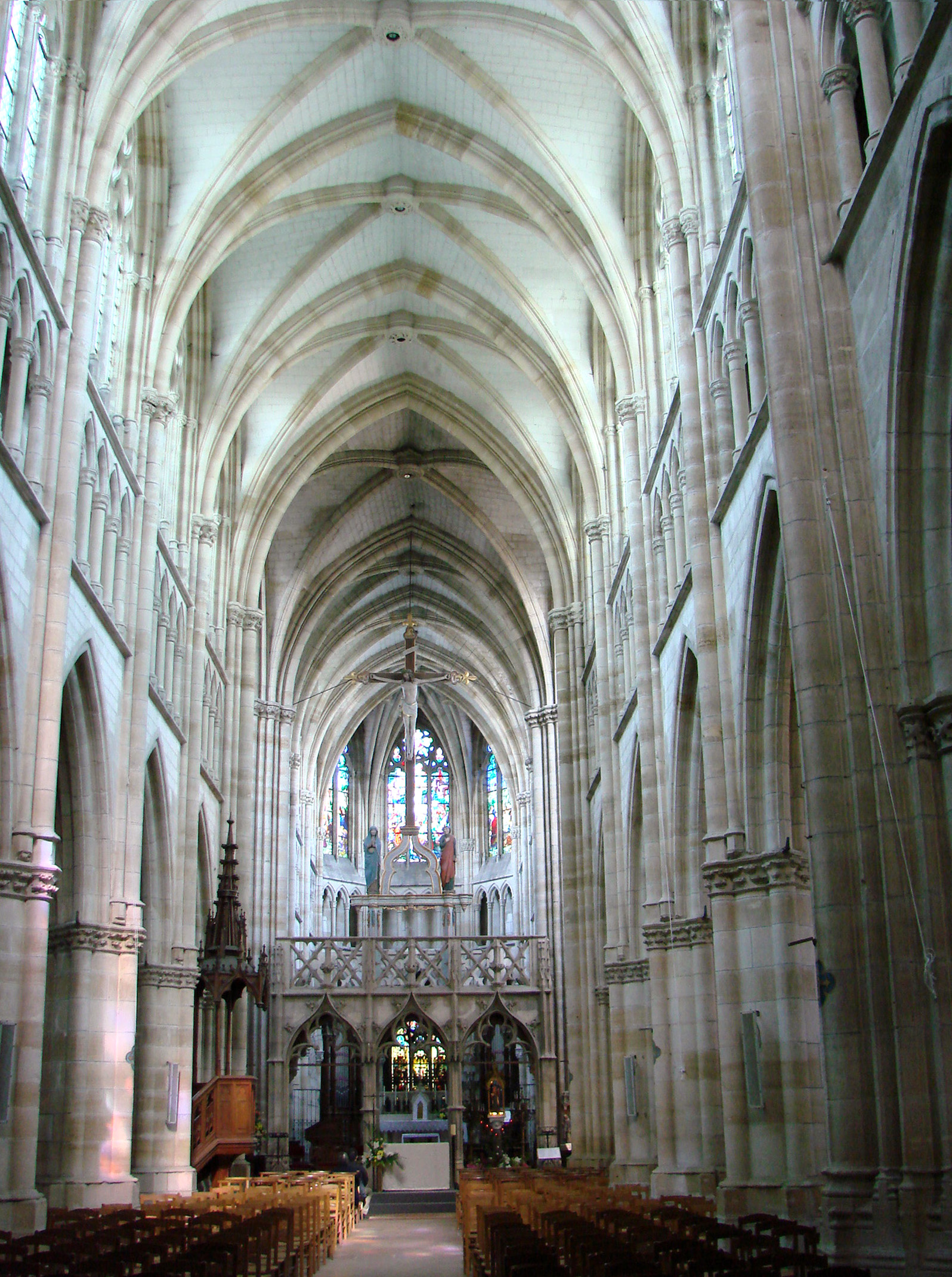
Vista interior de la nave
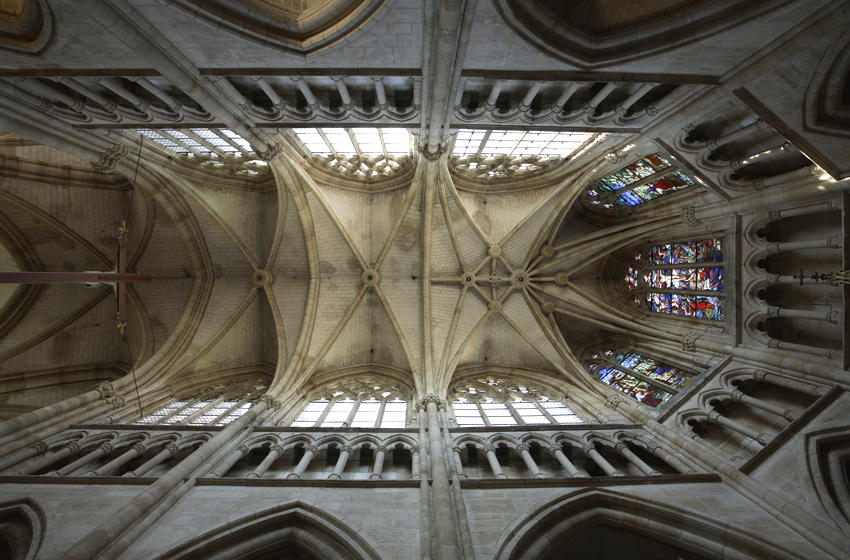
Bóvedas
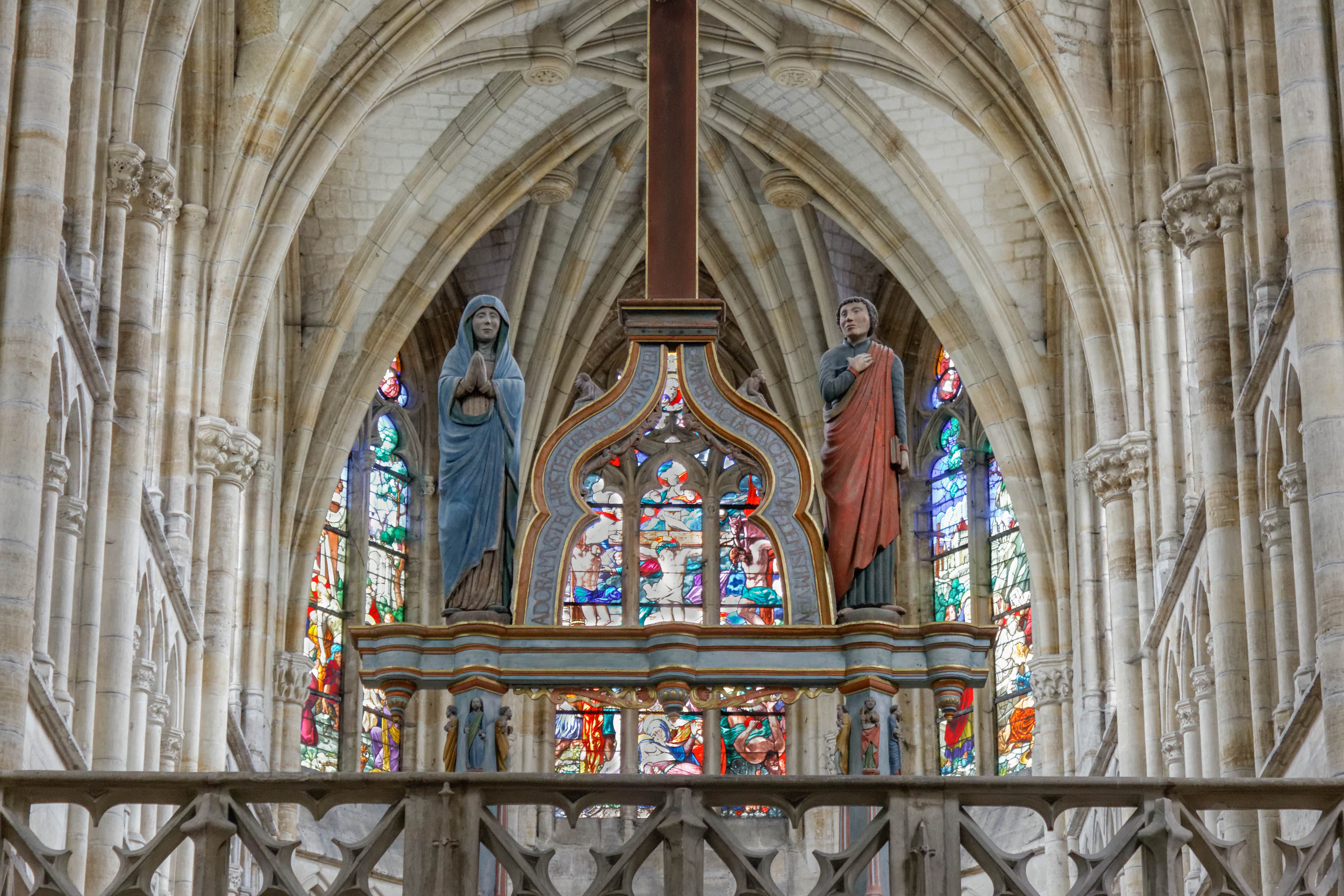
Coro alto
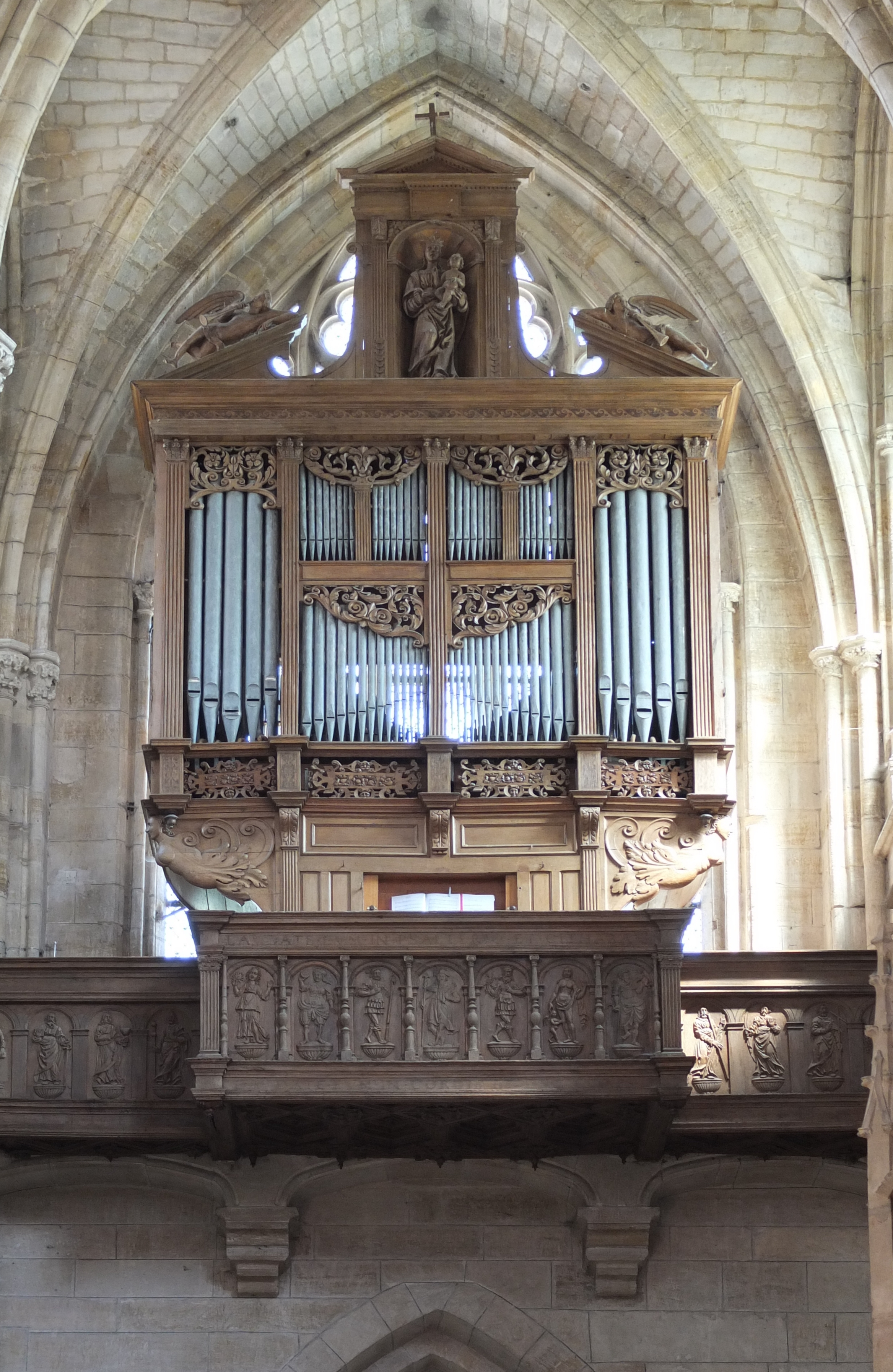
El órgano del siglo XVI
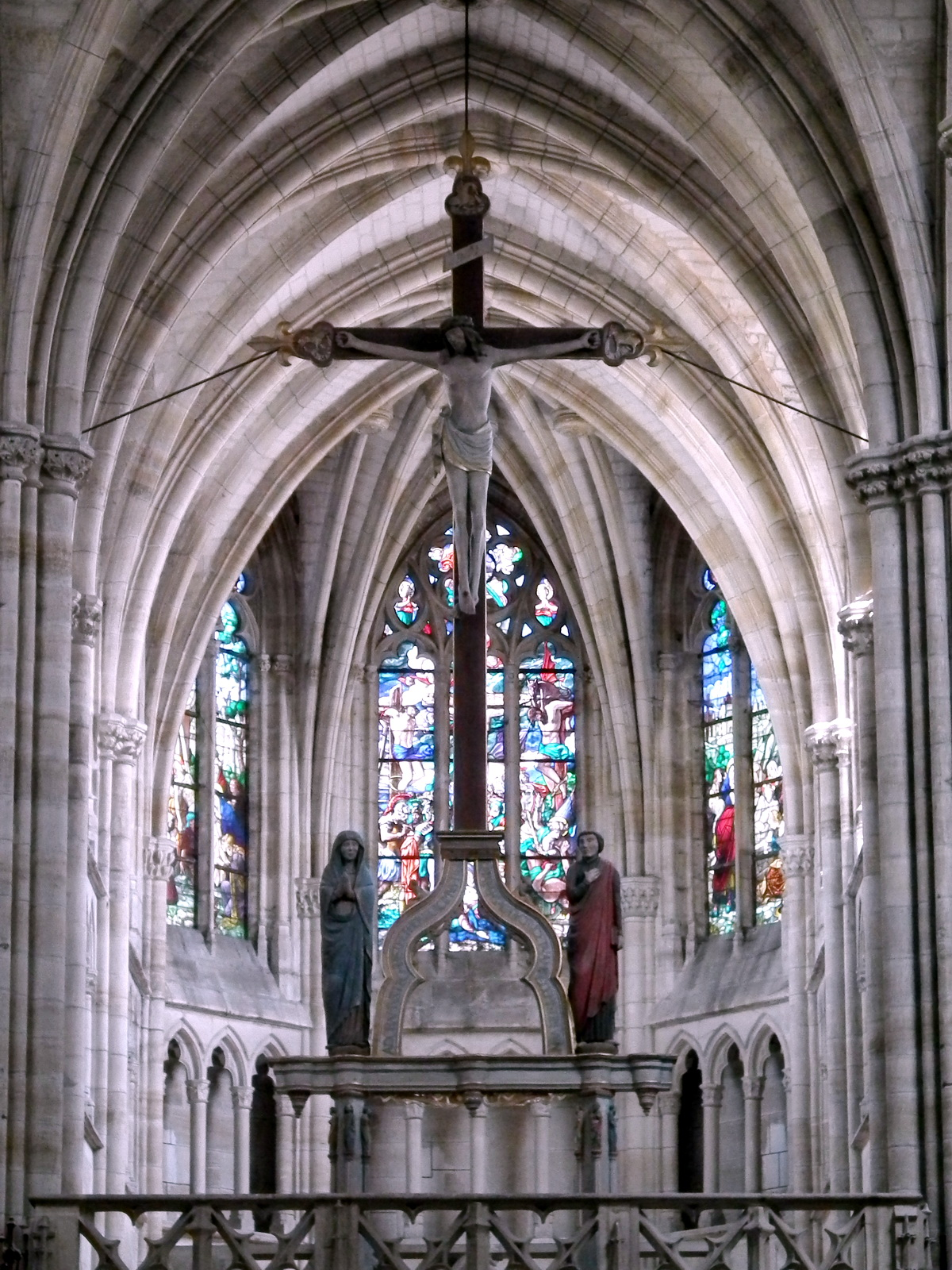
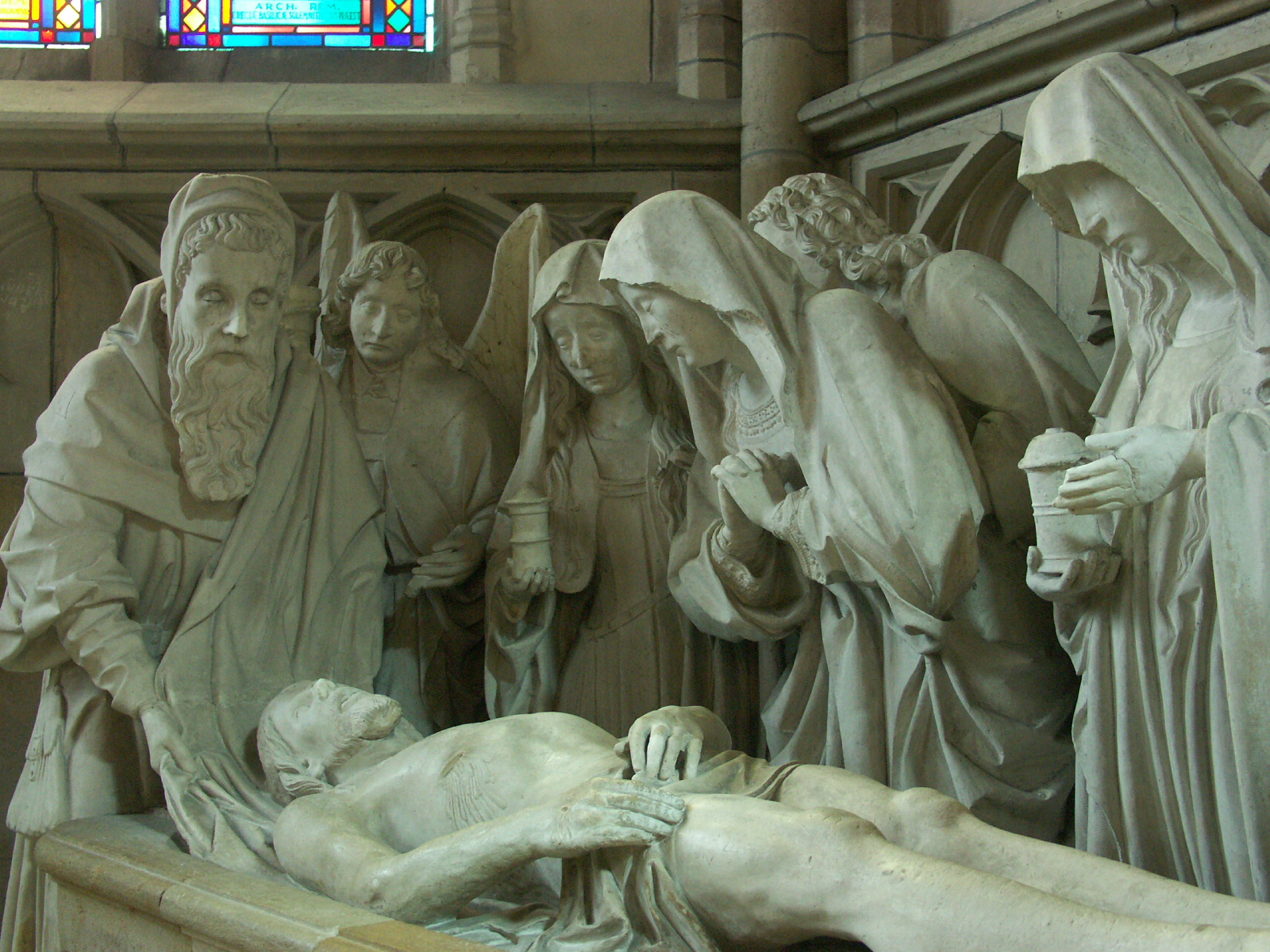
Lamentación del Cristo
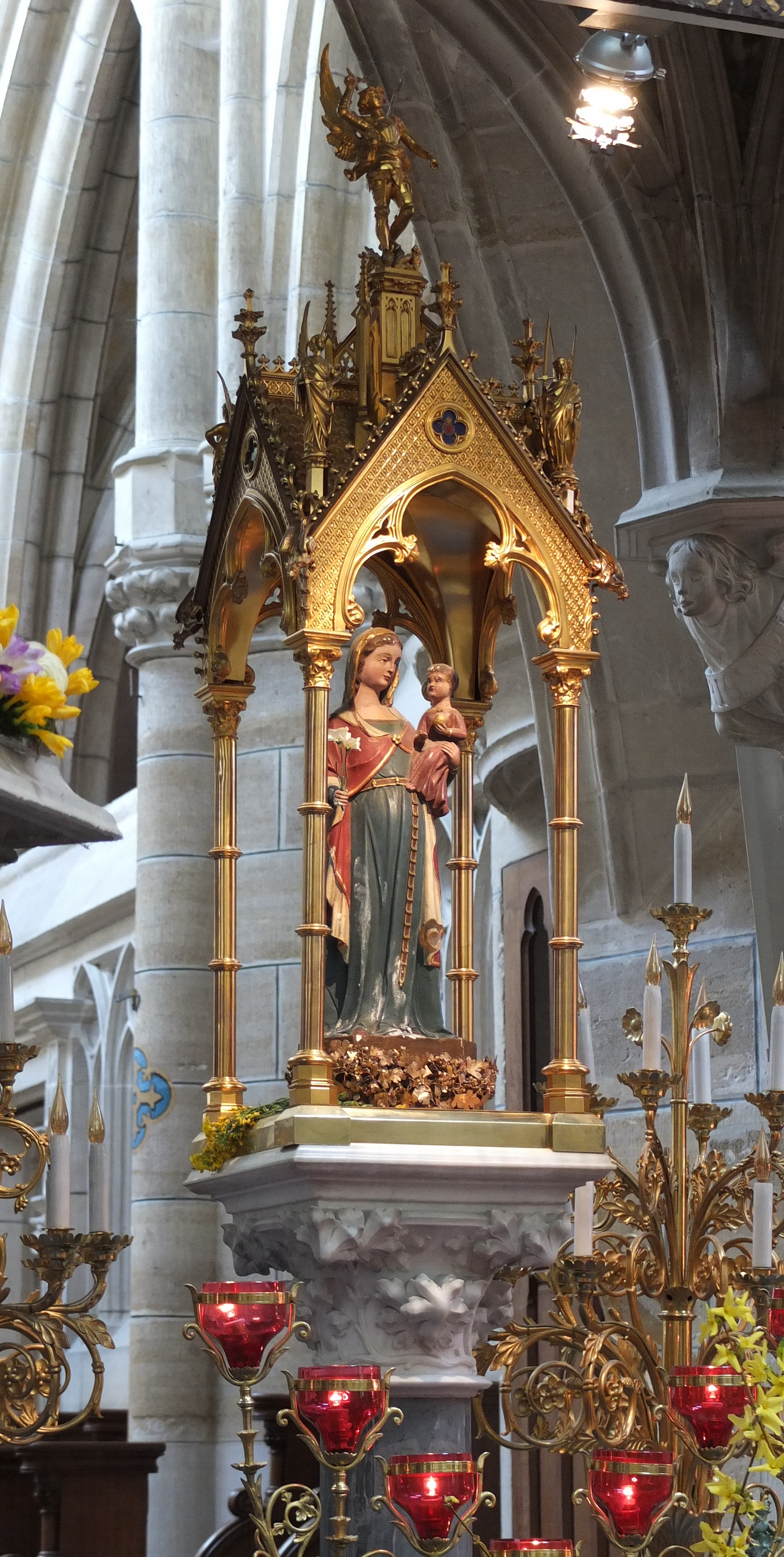
Madonna con Niño

Detalles
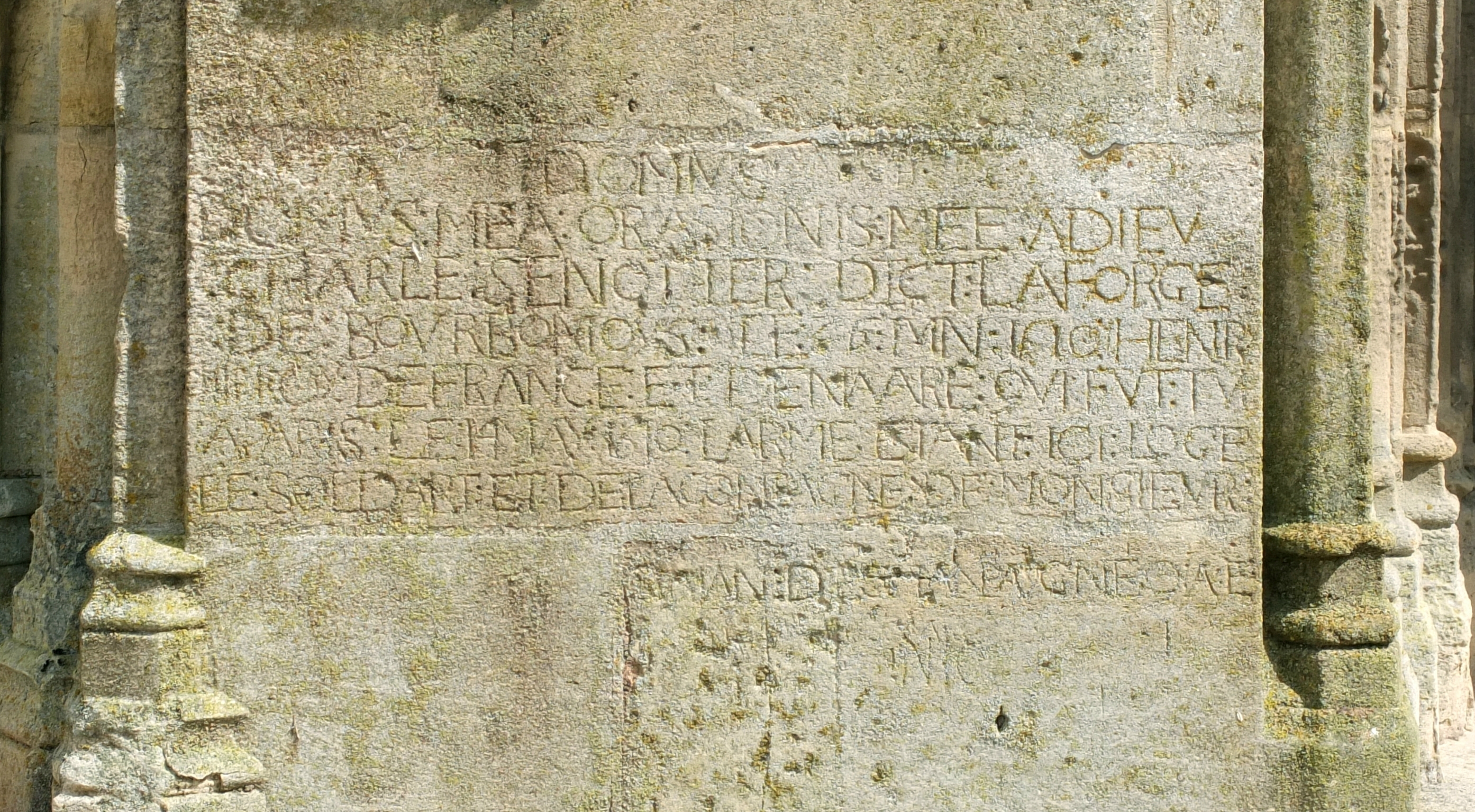
Inscripción al lado del portal
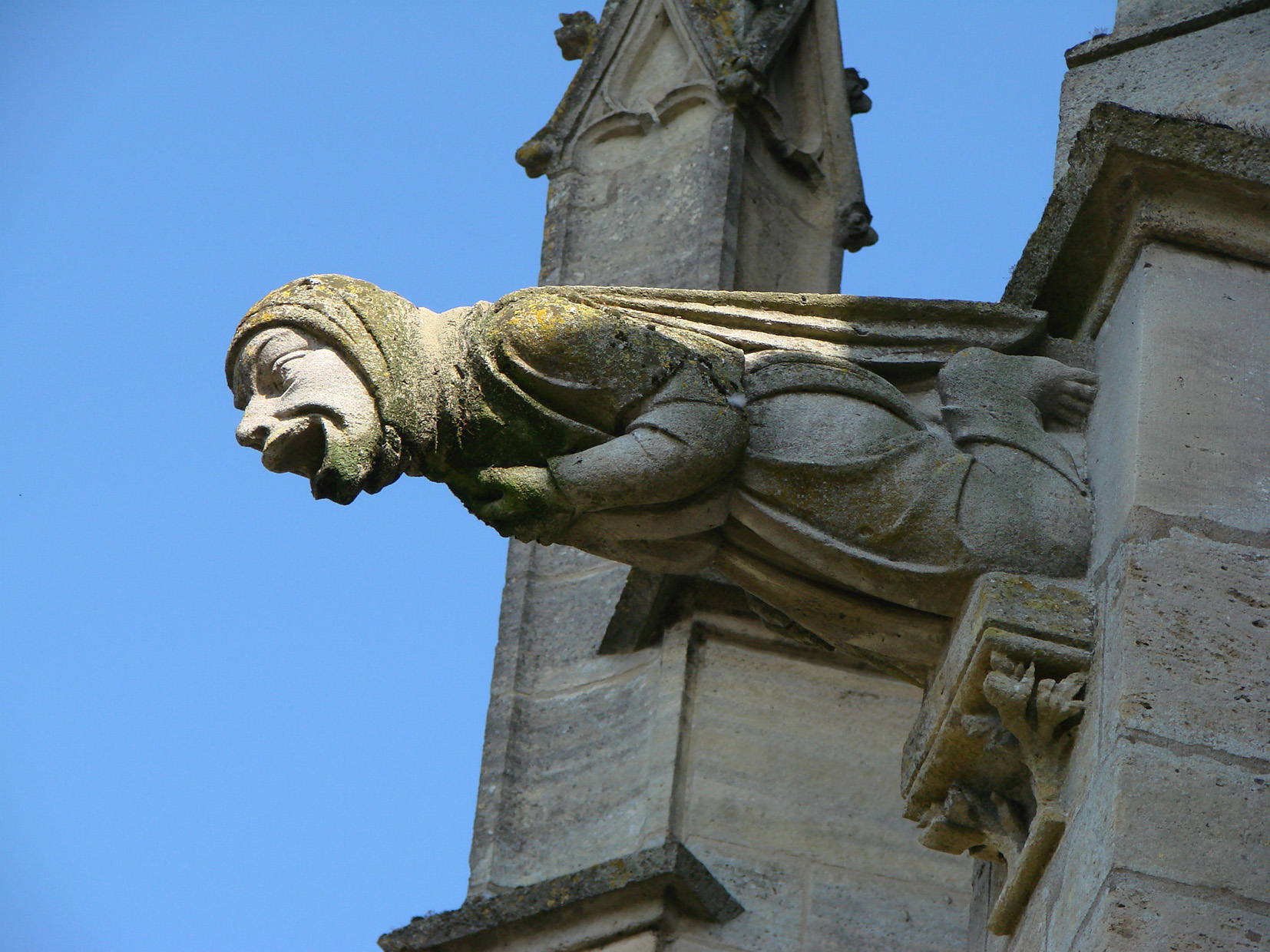
Una gárgola
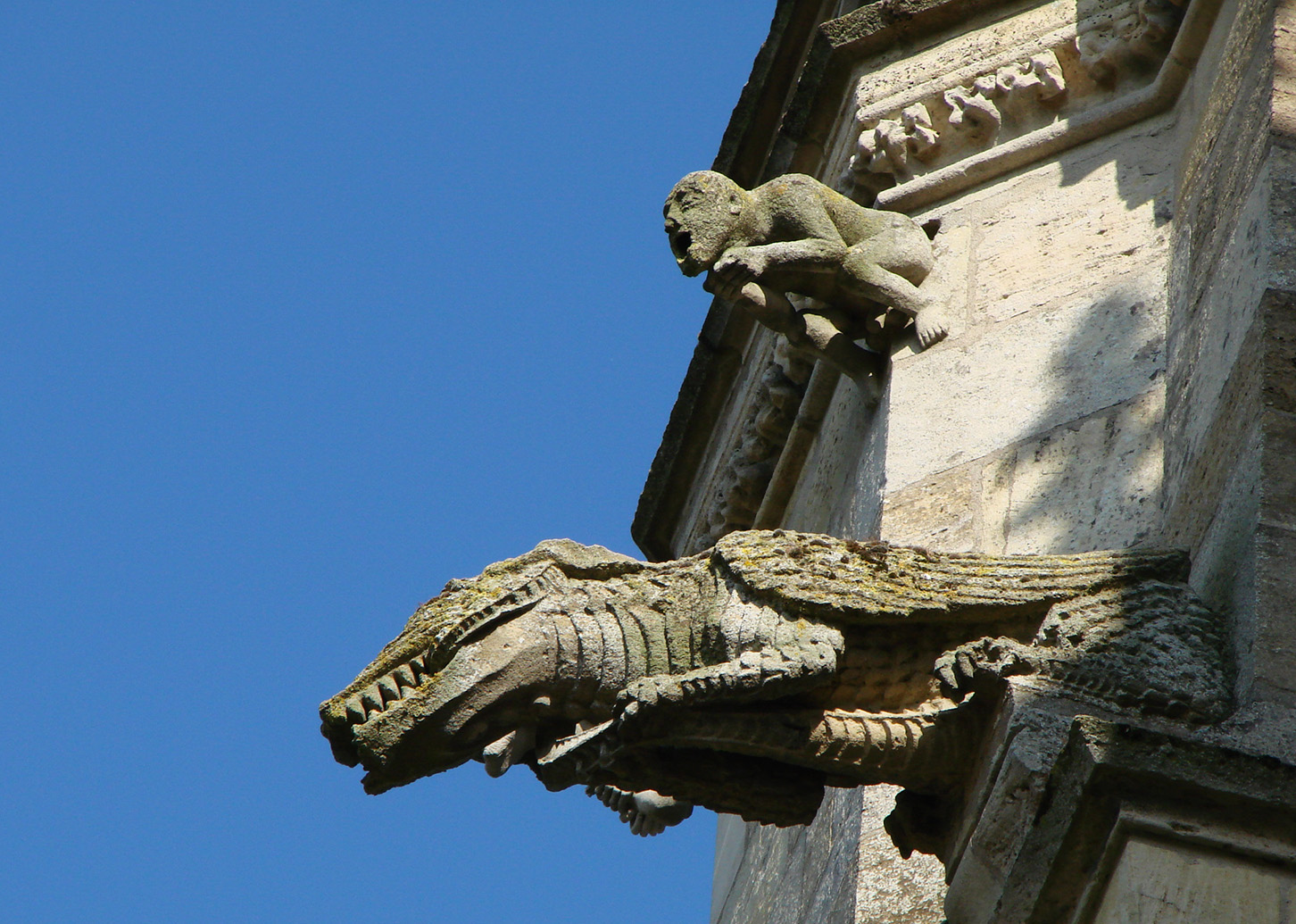
El hombre y el dragón
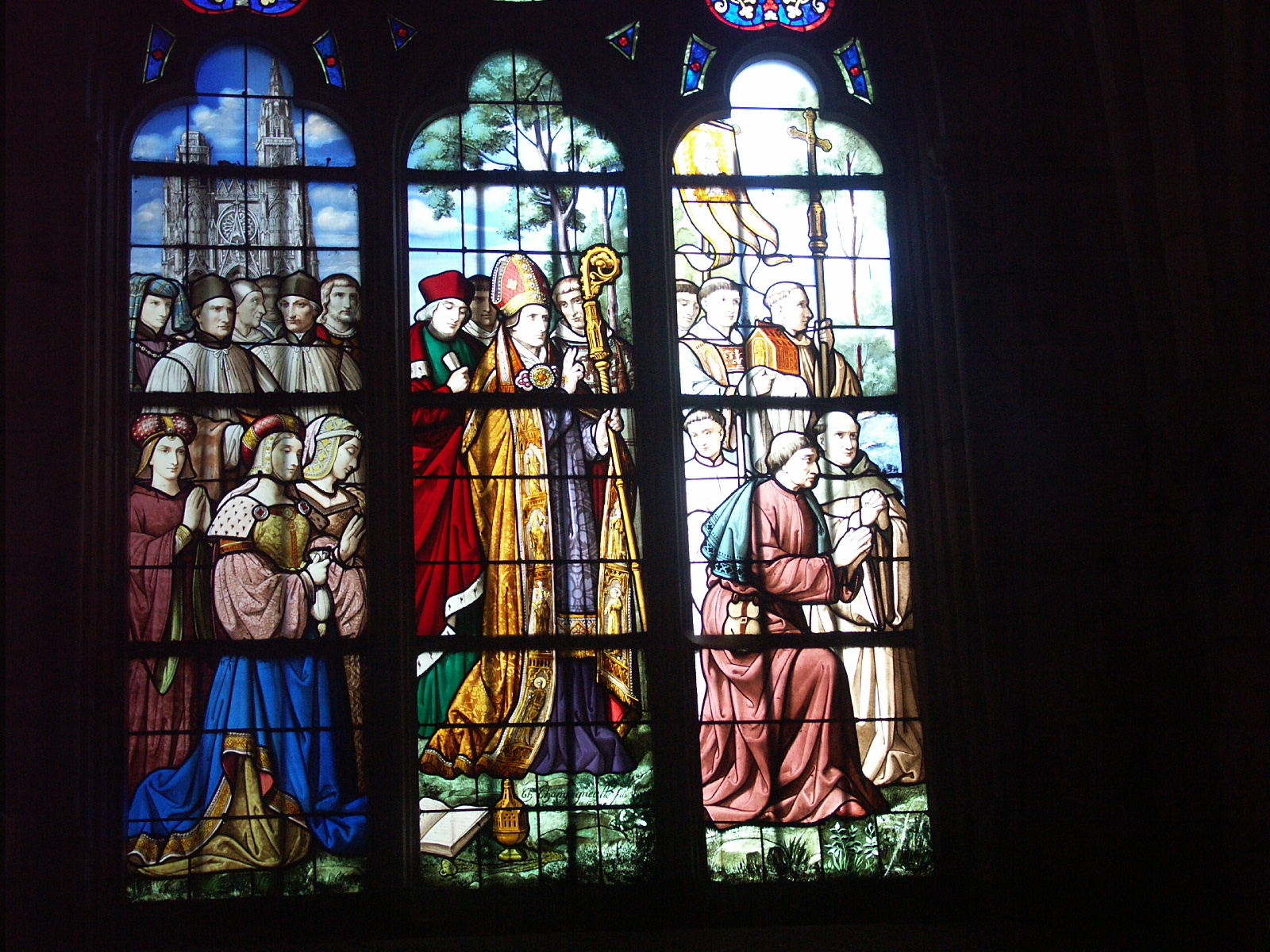
Procesión en un vitral
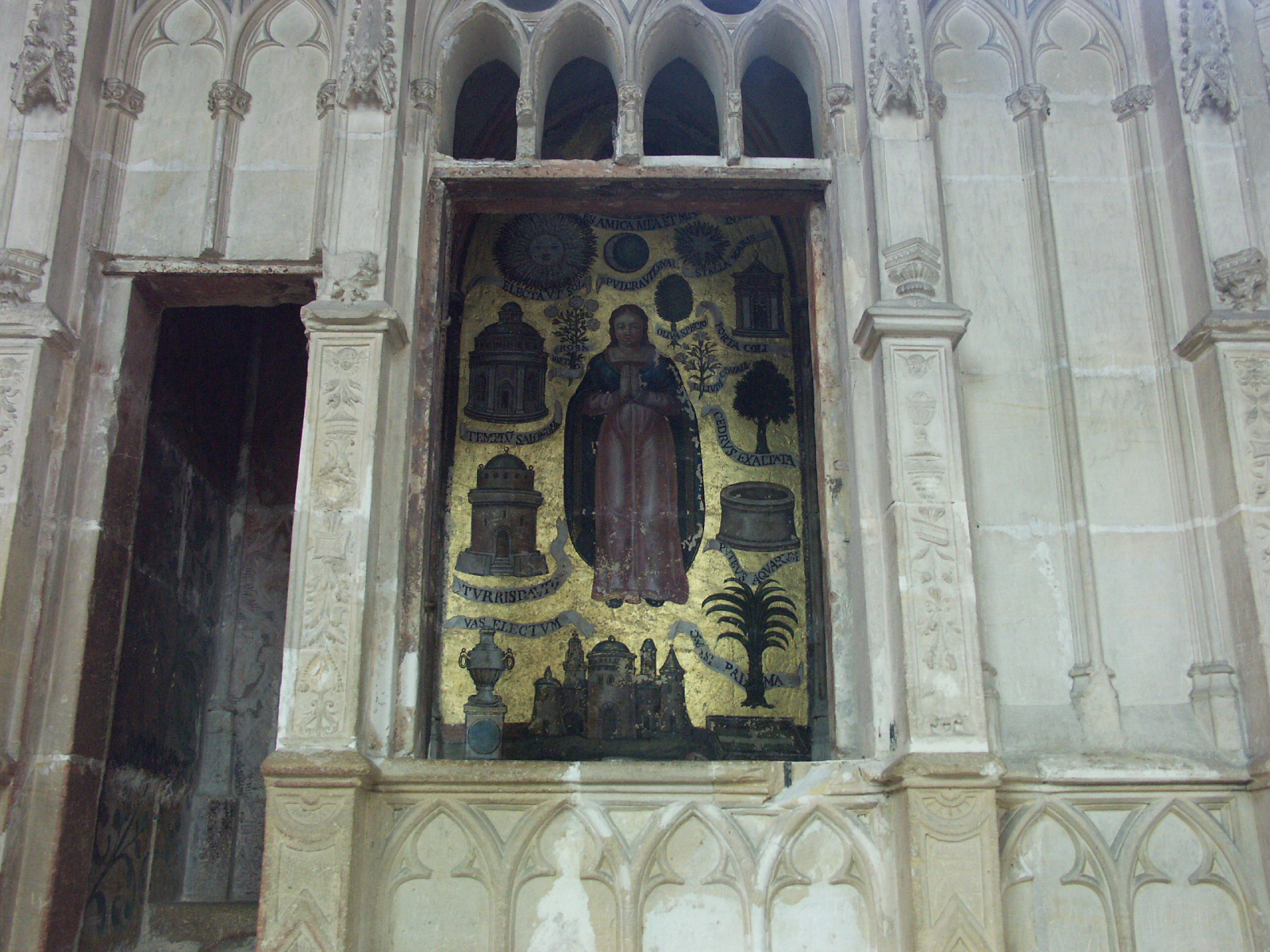
Pintura mural